# Wrikken

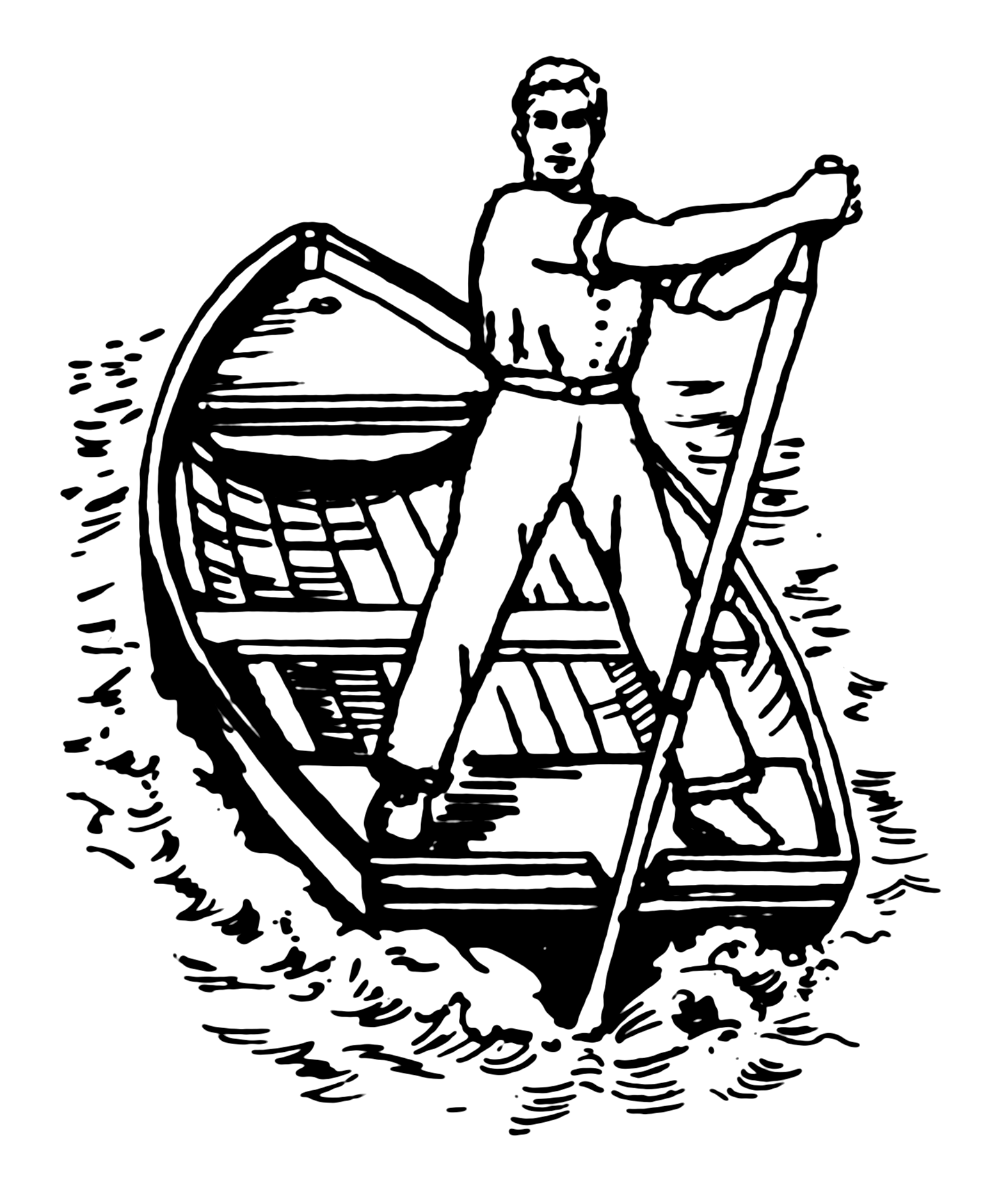
Wrikken

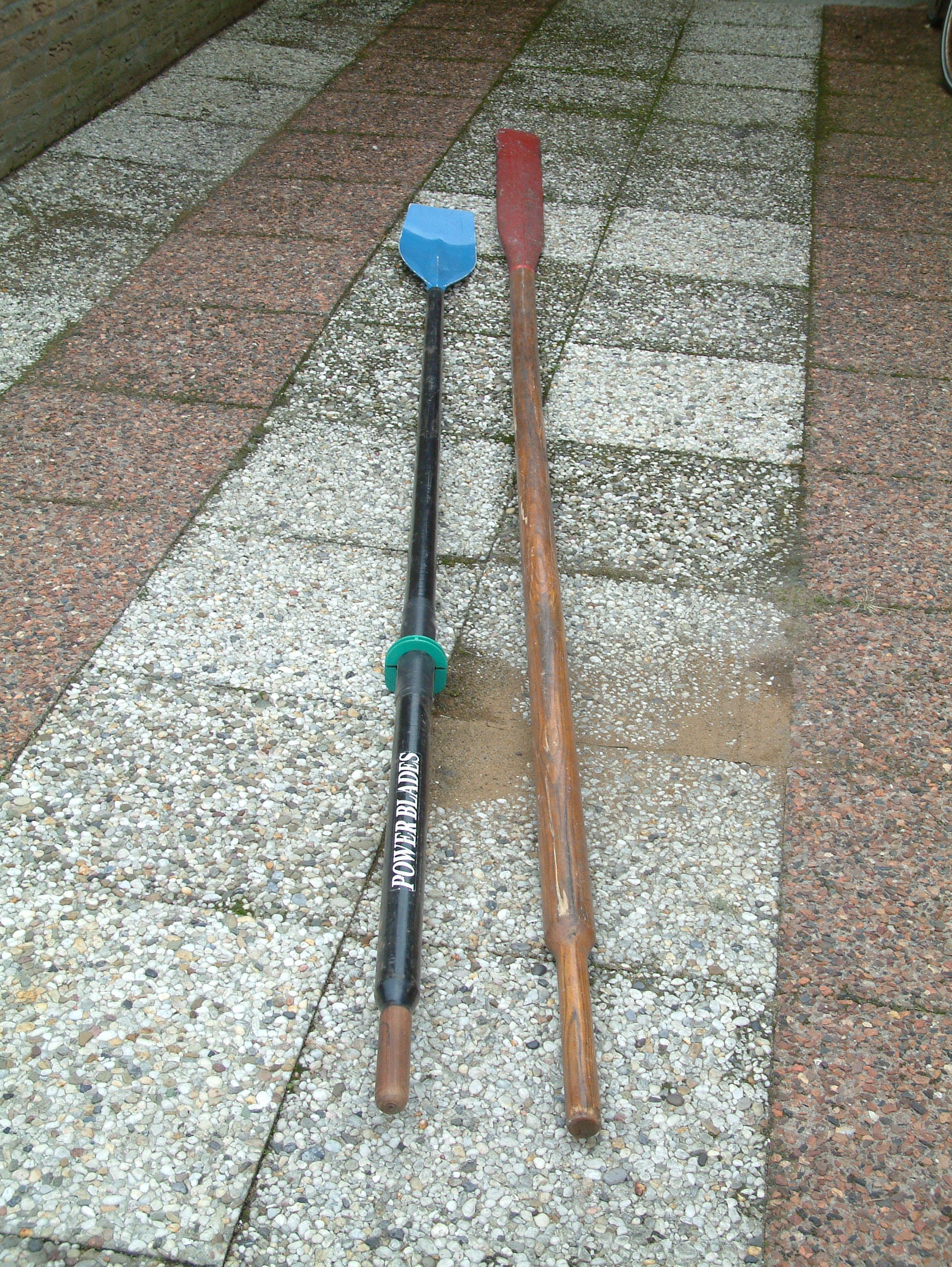
Het verschil tussen links een roeiriem en rechts een wrikriem

Wrikken is manier van roeien met één riem, waarmee kleine boten over het water worden voortbewogen. Hiertoe wordt een wrikriem aan de achterzijde van de boot via een wrikgat in de spiegel of via een wrikdol in het water gestoken. Door met de bovenzijde van de riem een min of meer 8-vormige beweging te maken (die er in het water als een Z uitziet), waarbij de riem aan het eind van de slag bijna een halve slag wordt geroteerd, ontstaat een voortstuwende kracht. De riem komt daarbij niet uit het water.
De kunst is om de boot zo rustig mogelijk te houden. Er kan veel kracht gezet worden door met het gezicht tegen de vaarrichting in te gaan staan en met twee handen te wrikken. Meer overzicht is mogelijk door met het gezicht in de vaarrichting te gaan staan en met één hand te wrikken. 
Van oudsher werd deze roeimethode gebruikt in de binnenvaart en de Nederlandse zeehavens. Vooral als het een korte afstand betrof, of als er geen ruimte was om te roeien. Er werden zelfs speciaal voor dit doel kleine scheepjes gebouwd, een voorbeeld is de Helderse vlet. Ook bij gondels is een wrikslag te zien. 
Wrikken wordt nog veel gedaan bij waterscouting, om een lelievlet met de kop op de wind te leggen voor het hijsen van de zeilen.  Er worden ook regelmatig wrikwedstrijden gehouden. Schippers van varende monumenten worden ook geacht het wrikken van de volgboot nog te beheersen.